# Нарда (тропічний шторм, 2019)
Тропічний шторм «Нарда» (англ. Tropical Storm Narda) — короткочасний тропічний шторм, який залишався поблизу тихоокеанського узбережжя Мексики, спричиняючи раптові повені та зсуви на південному заході Мексики та на півострові Нижня Каліфорнія наприкінці вересня 2019 року.

## Метеорологічна історія
23 вересня, США Національний центр ураганів (NHC) зазначив потенціал для області низького тиску, що може сформуватися на південь від південного узбережжя Мексики в протягом цього майбутнього уїк - енду. 26 вересня біля узбережжя Центральної Америки розвинувся широкий і витягнутий прогин низького тиску, а через два дні на південний-схід від Акапулько розвинулась широка область низького тиску. Заворушення продовжувало поступово ставати краще організованими протягом наступного дня, і хоча йому все ще бракувало чітко визначеного центру кровообігу, загроза тропічних штормових вітрів уздовж південно-західного узбережжя Мексики спонукала до попередження щодо потенційного тропічного циклону Sixteen-E о 15:00 UTC 28 вересня. Рано наступного дня циркуляція хвилі покращилася. визначено, і збільшення конвективної смуги відбулося над західною частиною широкої системи. У результаті NHC класифікував систему як тропічний шторм Нарда о 03:00 UTC 29 вересня.
Повільно рухаючись на північ до південного узбережжя Мексики, Нарда поступово став краще організований і зміцнився до початкової пікової інтенсивності з вітрами 45 миль на годину (75 км/год), коли стали очевидними смуги. Однак пізніше того ж дня супутникові знімки та радіолокаційні дані з прибережних станцій у Мексиці показали, що центр Нарди перемістився далі на північ і ближче до узбережжя Мексики поблизу Сіуатанехо. У міру просування вглиб країни Нарда швидко стала менш організованою, і циклон ослаб до тропічної депресії о 21:00 UTC, коли центр перемістився над горами південно-західної Мексики.
Нарда виникла над східною частиною Тихого океану рано 30 вересня поблизу островів Маріас як погано організована тропічна западина. Однак циклон продовжував створювати велику область глибокої конвекції поблизу і на захід від свого центру, і незабаром о 15:00 UTC того дня він знову посилився в тропічний шторм. Протягом дня Нарда продовжувала ставати краще організованою, рухаючись над теплими водами Каліфорнійської затоки . Мікрохвильові зображення показали наявність чітко визначених смуг і очей середнього рівня, розташованих неподалік від мексиканського узбережжя, і Нарда досяг свого піку інтенсивності при максимальному тривалому вітрі 50 миль/год (85 км/год) о 21:00 UTC на 30 вересня. Через шість годин Нарда здійснив другий вихід на берег уздовж північно-західного узбережжя Мексики поблизу Тополобампо у вигляді дещо слабкішого циклону зі швидкістю вітру 45 миль/год (75 км/год). Нарда продовжувала слабшати, коли вона проходила через північно-західне узбережжя Мексики, і до 12:00 UTC 1 жовтня вона ослабла до тропічної депресії неподалік від узбережжя.  Циклон продовжував швидко слабшати, і через три години Нарда розсіявся біля північно-західного узбережжя Мексики.

## Підготовка та наслідки

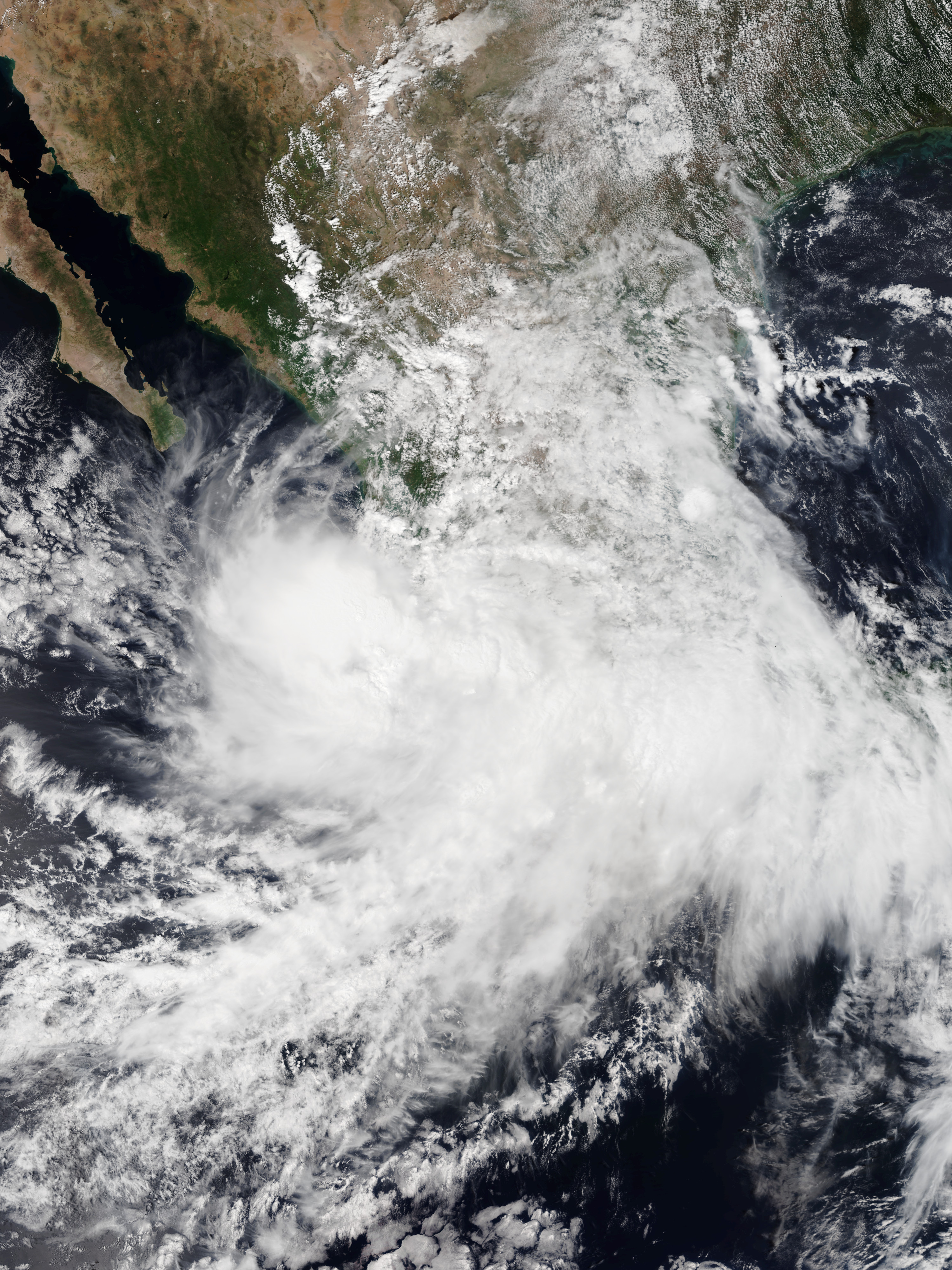
Тропічний шторм Нарда біля південного узбережжя Мексики 29 вересня

Після того, як 28 вересня було оприлюднено повідомлення про потенційний тропічний циклон Sixteen-E, уряд Мексики оприлюднив попередження про тропічний шторм уздовж південно-західного узбережжя Мексики від Акапулько до Кабо-Корріентес. Ці попередження було скасовано о 21:00 UTC 29 вересня після того, як Нарда перемістився вглиб країни та ослаб. Однак через шість годин знову було оголошено попередження про тропічний шторм, цього разу для північно-західного узбережжя Мексики від Сан- Бласа до Тополобампо, тоді як попередження також був видано на північ до Гуаймаса. О 15:00 UTC 30 вересня, коли Нарда наблизився до узбережжя, знову було видано попередження. Усі попередження було скасовано 1 жовтня після того, як Нарда знову ослаб до тропічної депресії.
Залишаючись біля узбережжя західної Мексики протягом трьох днів, Нарда викликав сильні дощі, які спровокували раптові повені та зсуви на більшій частині західної Мексики. В Оахаці внаслідок шторму загинули дві людини: 26-річний чоловік загинув після того, як його затягнула сильна річкова течія в Сан-Педро-Мікстепек, Міауатлан , і 17-річний хлопець потонув після того, як його затягнуло сильні течії вздовж річки Сан-Крістобаль у громаді Сан-Херонімо Коатлан, Сьєрра-Сур-де-Оахака. У муніципалітеті Текоман, Коліма, 29-річний чоловік помер після того, як його віднесла сильна течія під час риболовлі на своєму човні в лагуні Алькузауе. Вмуніципалітету Малінальтепек, Герреро, 28-річний чоловік загинув після того, як потрапив під зсув під час руху по шосе Тлапа – Маркелія. Понад 70 будинків у муніципалітеті були пошкоджені, 55 сімей були переміщені. Шторм також пошкодив 23 дороги, змусивши їх закрити, а 17 громад втратили електроенергію. У Халіско 834 будинки в муніципалітетах Вілла Пуріфікасьон, Томатлан і Кабо Корріентес були пошкоджені, а школи в 30 муніципалітетах Халіско були закриті 30 вересня. Міст Аквілес Сердан, що з'єднує Кабо Корріентескілька громад завалилися через повінь, і було зареєстровано два смертельні випадки в результаті шторму в Халіско. Збитки в штаті перевищили 300 мільйонів песо (15,2 мільйона доларів США).